# کنتا یامازاکی
کنتا یامازاکی (ژاپنی: 山崎健太؛ زادهٔ ۱۹ مهٔ ۱۹۸۷) بازیکن فوتبال اهل ژاپن است.